# ظرفون (دوعن)
'

تعديل مصدري - تعديل

ظرفون هي إحدى قرى عزلة صيف بمديرية دوعن التابعة لمحافظة حضرموت، بلغ تعداد سكانها 117 نسمة حسب تعداد اليمن لعام 2004.